# استرنج‌ویز، ما داریم می‌آییم
«استرنج‌ویز، ما داریم می‌آییم» (به انگلیسی: Strangeways, Here We Come) آلبوم چهارم و آخر گروه انگلیسی اسمیتز است. وقتی که این آلبوم در تاریخ ۲۸ سپتامبر ۱۹۸۷ به بازار عرضه شد، توانست به رتبهٔ ۲ جدول موسیقی آلبوم‌های بریتانیا راه یابد و ۱۷ هفته در جدول حضور داشته باشد. تمام قطعات آلبوم بوسیلهٔ جانی مار آهنگسازی شده بودند و ترانه‌هایشان بوسیلهٔ موریسی نوشته و خوانده شده بود. انجمن صنفی ضبط موسیقی آمریکا در ۱۹ سپتامبر ۱۹۹۰ به آلبوم گواهی‌نامهٔ طلایی اعطا کرد.
مجله اسلنت «استرنج‌ویز، ما داریم می‌آییم» را در جایگاه ۶۹ فهرست «بهترین آلبوم‌های دهه‌ٔ ۱۹۸۰» خود قرار داد؛ و دربارهٔ آن نوشت: «روی اینکه استرنج‌ویز، ما داریم می‌آییم، این پایان‌دهندهٔ کارنامه‌ٔ اسمیتز، بهترین آلبوم‌شان هم بود یا نبود، نیم‌قرن است که دعواست. امّا قطعاً این آلبوم را می‌توان آبدارترین و نفیس‌ترین کار آن‌ها به حساب آورد.»

## فهرست ترانه‌ها
متن همهٔ ترانه‌ها توسط موریسی نوشته و موسیقی همهٔ آنها توسط جانی مار ساخته شده‌است.
| شماره      | نام                                           | عنوان اصلی                                        | مدت   |
| ---------- | --------------------------------------------- | ------------------------------------------------- | ----- |
| ۱.         | «یه یورش و یه فشار آوردیم و سرزمین مال ما شد» | A Rush and a Push and the Land Is Ours            | ۰۳:۰۰ |
| ۲.         | «کاری رو شروع کردم که نتونستم تموم کنم»       | I Started Something I Couldn't Finish             | ۰۳:۴۷ |
| ۳.         | «مرگ رقاص دیسکو»                              | Death of a Disco Dancer                           | ۰۵:۲۶ |
| ۴.         | «دوست‌دختر در کما»                             | Girlfriend in a Coma                              | ۰۲:۰۳ |
| ۵.         | «متوقفم کن اگه قبلاً اینو شنیدی»               | Stop Me If You Think You've Heard This One Before | ۰۳:۳۲ |
| ۶.         | «دیشب خواب دیدم یکی منو دوست داره»            | Last Night I Dreamt That Somebody Loved Me        | ۰۵:۰۳ |
| ۷.         | «تولدت نامبارک»                               | Unhappy Birthday                                  | ۰۲:۴۶ |
| ۸.         | «یه تصویر رکیک بساز»                          | Paint a Vulgar Picture                            | ۰۵:۳۵ |
| ۹.         | «مرگ زیر آرنجت»                               | Death at One's Elbow                              | ۰۲:۰۱ |
| ۱۰.        | «من تو رو با کسی تقسیم نمی‌کنم»                | I Won't Share You                                 | ۰۲:۴۸ |
| مجموع مدت: | مجموع مدت:                                    | مجموع مدت:                                        | ۳۷:۰۷ |